# Agència Catalana de l’Aigua
Agència Catalana de l’Aigua (ACA) – rządowa agencja w Katalonii zajmująca się gospodarką wodną.
Agencję powołano w 2000, łącząc poprzednie służby zajmujące się sprawami wodnymi i sanitarnymi. Podlega ona departamentowi katalońskiego rządu odpowiedniemu dla rozwoju regionalnego i zrównoważonego rozwoju. 
ACA zajmuje się wdrażaniem ramowej dyrektywy wodnej, w tym przygotowywaniem planów gospodarowania wodami na obszarze dorzecza. Zajmuje się m.in. ustalaniem opłat za usługi wodne. Pełna jurysdykcja agencji dotyczy katalońskiego obszaru dorzecza, tj. dorzeczy rzek w całości płynących przez terytorium Katalonii. W przypadku obszarów dorzecza Ebro, Júcar i Garonny jest podzielona między agencję katalońską oraz instytucje podległe rządowi hiszpańskiemu. ACA prezentuje wyniki monitoringu jakości wód, w tym kąpielisk.
Agencja ma oddziały regionalne zajmujące się poszczególnymi regionami wodnymi: Llobregat-Foix (Barcelona), Tordera-Besòs (Barcelona), Girona (Girona), Lleida (Lleida), Tarragona (Tarragona), Terres de l’Ebre (Tortosa).